# Valeri Goek
Valeri Goek (Oekraïens: Валерий Гук, 9 december 1966) is een voormalig Oekraïens schaatser. Hij werd in zowel 1984 als 1985 wereldkampioen allround bij de junioren. Hij kwam toen uit voor zijn geboorteland de Sovjet-Unie. Beide keren won hij de titel met meer dan twee punten voorsprong op de nummer twee van het eindklassement. Met twee wereldtitels is hij mede recordhouder in een aantal wereldtitels allround voor junioren. Anders dan andere recordhouders zoals Eric Heiden, Tomas Gustafson en Bob de Jong, wist hij zijn successen bij de junioren geen vervolg te geven. Hij nam nooit deel aan een internationaal seniorenkampioenschap. Hij reed slechts in 1993 een wereldbekerwedstrijd namens Oekraïne in Inzell. Hij eindigde daarbij in de achterhoede.

## Records

### Wereldrecords
| Nr.  | Afstand                    | Tijd    | Datum         | Baan  |
| ---- | -------------------------- | ------- | ------------- | ----- |
| jr1. | 3000 meter (junioren)      | 4.05,99 | 14 maart 1984 | Medeo |
| jr2. | Kleine vierkamp (junioren) | 161,828 | 15 maart 1984 | Medeo |

## Resultaten
| Jaar | WK Junioren |
| ---- | ----------- |
| 1984 | · (, , 4e)  |
| 1985 | · (, , 4e)  |

(#, #, #, #) = afstandspositie op allroundtoernooi (500m, 3000m, 1500m, 5000m).